# Хронологія ірано-ізраїльського протистояння (2019)
Нижче наведено список подій під час ізраїльсько-іранської гібридної війни за 2019 рік.

## Перебіг подій
- 20 січня — ізраїльські ракети випустили по міжнародному аеропорту Дамаска та місту аль-Кісва. Ізраїль завдав удару у відповідь по іранських об'єктах поблизу Дамаска і сирійських батареях ППО[1].
- 27 березня — внаслідок ізраїльського авіаудару на північний схід від Алеппо за складом зброї загинули один іранський та шість іракських бойовиків[2].
- 13 квітня — Сирія заявила, що Ізраїль завдав авіаударів військової академії поблизу Масіафа, а також центру розробки ракет у селі поблизу Масіафа і прилеглої військової бази, якою керують бойовики, що підтримуються Іраном[3].
- 12 серпня — пролунала серія вибухів на військовій базі «Сил народної мобілізації» у передмісті Багдаду. За однією з неофіційної версії це міг бути удар Ізраїлю. Колишній віцепрем'єр Іраку Баха аль-Араджі заявив, що до вибухів на військовій базі «Сакр» біля Багдада причетний Ізраїль, а також підтвердив, що на складах цієї бази зберігалася іранська ракетна зброя[4].
- 20 серпня — пролунали сильні вибухи біля бази іракських військово-повітряних сил «Аль-Бахр», розташованої в провінції Саладін приблизно за 70 км на північ від Багдада. Деякі іракські чиновники висловлюють припущення, що базу атакували ізраїльські ВПС, які використовували винищувачі F-35 або безпілотні літаки[5].
- 22 серпня — ЗМІ повідомили, що заступник командувача іракським воєнізованим шиїтським ополченням «Аль-Хашд аш-Шаабі» Абу Махді аль-Мухандес в інтерв'ю ліванському телеканалу «Аль-Майядін», поклав на Ізраїль та США відповідальність за атаки на ці угруповання. Абу Махді аль-Мухандес стверджує, що 20 серпня, 12 серпня та 19 липня склади озброєнь "Аль-Хашд аш-Шаабі" атакували ізраїльські літаки, дії яких узгодили з командуванням армії США в регіоні. За його словами, цілями є не лише склади, а й лідери іракських проіранських угруповань, яких у Вашингтоні називають терористами. За словами аль-Мухандеса, підрозділи ППО «Аль-Хашд аш-Шаабі» відстежують усі польоти американських літаків у повітряному просторі Іраку і мають дані про те, що американці дозволили цього року чотирьом ізраїльським безпілотним літакам, що вилетіли з бази в Азербайджані, діяти в іракському повітряному просторі[6].
- 25 серпня — чиновники Лівану та Хезболли повідомили, що о 14:30 за місцевим часом (23:30 GMT) два безпілотники врізалися в район Дахіе, Бейрут, Ліван. За даними ліванських чиновників, ізраїльські безпілотники атакували Бейрут; один врізався в дах медіацентру "Хізболли", приблизно за 45 хвилин до того, як другий вибухнув у повітрі та пошкодив будівлю. Хезболла заперечила вибух або замах на них. Це був перший подібний випадок між Ізраїлем та Ліваном після Ліванської війни 2006 року[7].
- 9 вересня — ізраїльська авіація завдала удару по складу зброї, що належить проіранському іракському ополченню, знищивши 21 ополченця та зруйнувавши об'єкт[8].
- 19 вересня — з'явилися повідомлення, що ВПС Ізраїлю та Саудівської Аравії «в останні дні» спільно атакували іранських військових у районі прикордонного переходу Аль-Букамаль (Сирія) — Аль-Каїм (Ірак), який контролюють проіранські сили. У ході спільних авіаударів у цьому районі знищено приблизно 100 військовослужбовців та бойовиків проіранських міліцій, ще сотні поранено[9].
- 12 листопада — Ізраїль без успіху намагався ліквідувати Акрама аль-Аджурі, старшого командира палестинського ісламського джихаду, який підтримував Іран. Проте внаслідок авіаудару знищили його сина й охоронця[10].